# Joaquim Pujol i Santo
Joaquim Pujol i Santo (Alacant, 1819 - Girona, 15 de maig de 1886) fou un destacat membre de l'elit gironina de les dècades centrals del segle xix, que va saber aprofitar les oportunitats que la nova societat liberal oferia a la mitjana burgesia per progressar i enriquir-se mitjançant la col·laboració amb el naixent estat liberal. Ràpidament acumulà un important patrimoni agrari, procedent de béns desamortitzats, i ocupà importants càrrecs públics, com l'alcaldia interina de Girona. Per assolir aquests objectius feu ús de la seva afició al col·leccionisme d'antiguitats, ja que aquesta li serví per a establir contactes amb personatges tan destacats com Víctor Balaguer i progressar socialment. Fou pare de l'historiador Celestí Pujol i Camps (1843-1891).

## Militar i polític liberal
Fill de Ramon Pujol i Luciano, natural de Manlleu i Francisca Santo, natural de Madrid, Joaquim Pujol va néixer el 1819 a Alacant. El juliol de 1836, amb 17 anys, ingressà en el Col·legi Militar de València que per aquestes dates es dedicava a formar joves oficials per a servir en la I Guerra Carlina (1835–1840). El 1937 ja participà en diverses accions militars com l'aixecament del setge de la vila de Puigcerdà, i diverses escaramusses als entorns de Berga i Solsona. El 1838 ja residia a Girona com a membre de la guarnició de la plaça. Allà, començà a festejar amb Concepció Camps Vuicel, filla d'un influent notari de la ciutat, i es va llicenciar. El 1841 fou nomenat oficial de primera de l'administració de rendes de Girona i, un cop establert, es casà amb la seva promesa el 1842. Durant la revolta contra el general Espartero, Pujol fou membre de la Milícia Nacional de Girona però, un cop Barcelona va ser ocupada per les forces d'Espartero, la Milícia fou desarmada i dissolta i ell encausat i cessat de la feina. Tot i que, gràcies a les seves influències va aconseguir ben aviat una reincorporació provisional, a rel de la seva participació en la Camància, se'l va tornar a desposseir de la feina a l'administració.

## Col·leccionista
L'any 1842 es fundà la Diputación Arqueológica de Gerona de la que fou soci fundador el sogre de Joaquim Pujol, que aegurament l'empenyé a ingressar-hi posteriorment. El 1844 es creà la Comisión provincial de Monumentos de la que de bon principi formà part Pujol i de la qual fou l'element més actiu. El 1846 va morir el seu sogre i Pujol obrí una agència de negocis en el local que havia ocupat el despatx del finat. Pujol no abandonà les activitats col·leccionistes i d'antiquari, ans al contrari, les potencià. El setembre del 1846, quan s'endegaren unes intervencions arqueològiques a Empúries, subvencionades per la Diputació i sota la direcció de la Comissió, Pujol hi tingué un paper destacat. Aquestes intervencions, que es dilataren durant els anys 1846 i 1847, foren les bases del futur museu provincial (actual Museu Arqueològic de Girona). De totes maneres, un cop acabades les excavacions públiques, es va formar una societat privada amb diversos veïns de l'Escala que havien col·laborat en l'excavació precedent, amb l'objectiu de proveir les col·leccions particulars dels membres de la societat, les quals, molt probablement, ja havien rebut una important injecció de materials procedents de la intervenció realitzada per la Comissió de Monuments. Pujol es dedicà a oferir objectes antics a particulars i entitats, com una manera d'iniciar o afermar una amistat i guanyar influència.
En aquesta època inicia una llarga amistat amb l'escriptor i polític Víctor Balaguer.

## Terratinent i polític conservador
Amb els diners de l'herència de la seva dona i les influències guanyades, Pujol fundà una gestoria que s'oferia als diversos municipis i particulars de la província per tramitar amb rapidesa els seus negocis amb l'administració. També aprofità les oportunitats ofertes per la desamortització per adquirir diversos béns procedents del clergat. A inicis dels anys 60 havia acumulat un important patrimoni agrari per tota la província. L'èxit social i econòmic dugué aparellat un canvi ideològic des del liberalisme a un pensament moderat i de suport a la reïna Isabel. Aquest canvi li va permetre ser regidor síndic de Girona entre 1850 i 1853. Més endavant, el novembre de 1860, fou elegit regidor pel districte de les cases consistorials i arribà a ser tinent d'alcalde. A partir de l'any 1867, malgrat ser només tinent d'alcalde, acabà per presidir el municipi com a alcalde accidental, primer puntualment però després de manera estable.
En proclamar-se la primera república, patí alguna mena d'atemptat durant la revolta republicana, que el forçà a desplaçar-se amb la família a Barcelona, on es quedà fins al febrer de 1870. Durant els anys següents, Pujol es mantingué actiu tant dins de la Comissió de Monuments com en altres entitats com la Societat Econòmica d'Amics del País però de mica en mica va anant sent substituït pel seu fill Celestí. Morí a Girona el 15 de maig de 1886